# Lijst van gemeentelijke monumenten in Gelderland

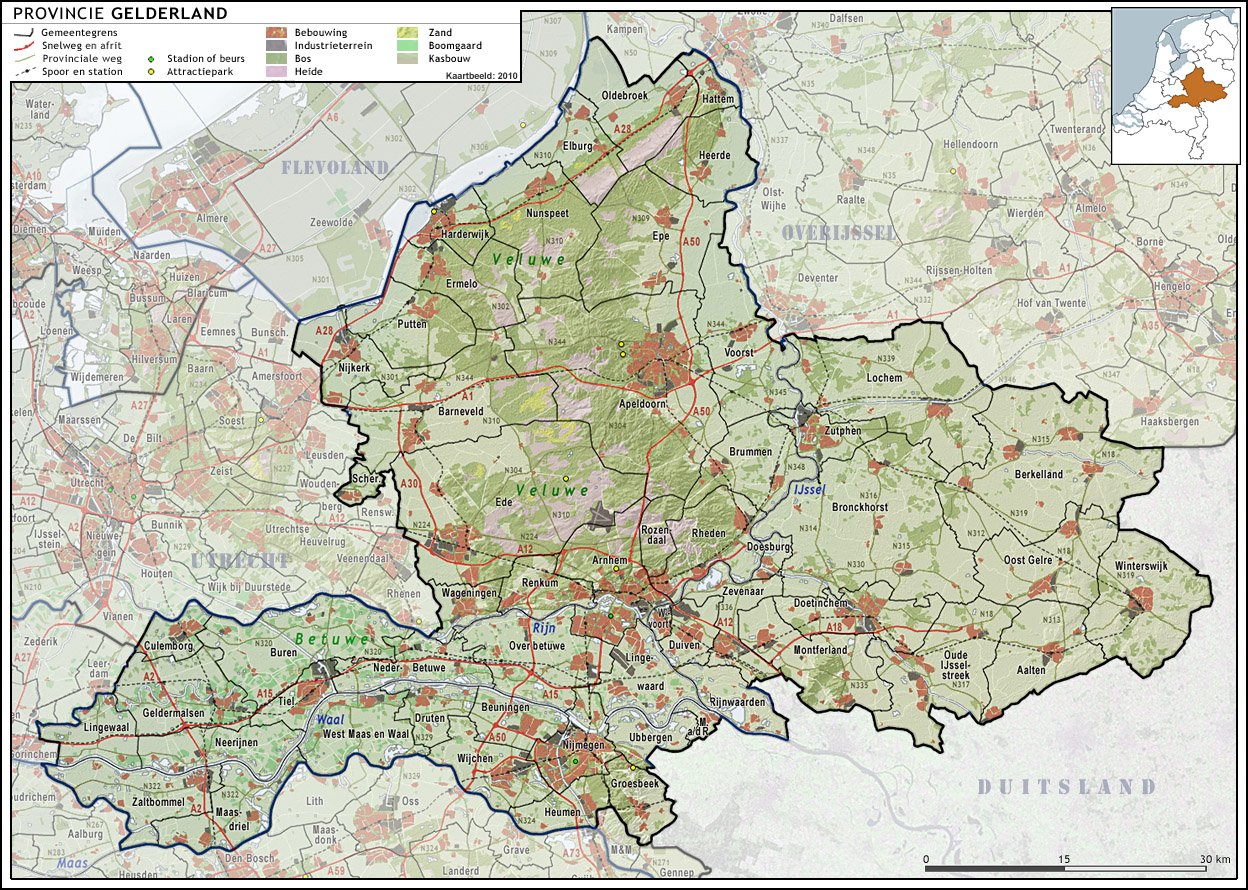
Gelderland

In een aantal gemeenten in Gelderland zijn er gemeentelijke monumenten door de gemeente aangewezen.
- Lijst van gemeentelijke monumenten in Aalten
- Lijst van gemeentelijke monumenten in Apeldoorn
- Lijst van gemeentelijke monumenten in Arnhem
- Lijst van gemeentelijke monumenten in Barneveld
- Lijst van gemeentelijke monumenten in Berkelland
- Lijst van gemeentelijke monumenten in Beuningen
- Lijst van gemeentelijke monumenten in Bronckhorst
- Lijst van gemeentelijke monumenten in Brummen
- Lijst van gemeentelijke monumenten in Buren
- Lijst van gemeentelijke monumenten in Culemborg
- Lijst van gemeentelijke monumenten in Doesburg
- Lijst van gemeentelijke monumenten in Doetinchem
- Lijst van gemeentelijke monumenten in Druten
- Lijst van gemeentelijke monumenten in Duiven
- Lijst van gemeentelijke monumenten in Ede
- Lijst van gemeentelijke monumenten in Elburg
- Lijst van gemeentelijke monumenten in Epe
- Lijst van gemeentelijke monumenten in Ermelo
- Lijst van gemeentelijke monumenten in Groesbeek
- Lijst van gemeentelijke monumenten in Harderwijk
- Lijst van gemeentelijke monumenten in Hattem
- Lijst van gemeentelijke monumenten in Heerde
- Lijst van gemeentelijke monumenten in Heumen
- Lijst van gemeentelijke monumenten in Lingewaard
- Lijst van gemeentelijke monumenten in Lochem
- Lijst van gemeentelijke monumenten in Maasdriel
- Lijst van gemeentelijke monumenten in Montferland
- Lijst van gemeentelijke monumenten in Neder-Betuwe
- Lijst van gemeentelijke monumenten in Nijkerk
- Lijst van gemeentelijke monumenten in Nijmegen
- Lijst van gemeentelijke monumenten in Nunspeet
- Lijst van gemeentelijke monumenten in Oldebroek
- Lijst van gemeentelijke monumenten in Oost Gelre
- Lijst van gemeentelijke monumenten in Oude IJsselstreek
- Lijst van gemeentelijke monumenten in Overbetuwe
- Lijst van gemeentelijke monumenten in Putten
- Lijst van gemeentelijke monumenten in Renkum
- Lijst van gemeentelijke monumenten in Rheden
- Lijst van gemeentelijke monumenten in Rijnwaarden
- Lijst van gemeentelijke monumenten in Rozendaal
- Lijst van gemeentelijke monumenten in Scherpenzeel
- Lijst van gemeentelijke monumenten in Tiel
- Lijst van gemeentelijke monumenten in Ubbergen
- Lijst van gemeentelijke monumenten in Voorst
- Lijst van gemeentelijke monumenten in Wageningen
- Lijst van gemeentelijke monumenten in West Betuwe
- Lijst van gemeentelijke monumenten in West Maas en Waal
- Lijst van gemeentelijke monumenten in Westervoort
- Lijst van gemeentelijke monumenten in Wijchen
- Lijst van gemeentelijke monumenten in Winterswijk
- Lijst van gemeentelijke monumenten in Zaltbommel
- Lijst van gemeentelijke monumenten in Zevenaar
- Lijst van gemeentelijke monumenten in Zutphen